# ایلونا خوینوفسکا
ایلونا خوینوفسکا (لهستانی: Ilona Chojnowska؛ زادهٔ ۱۳ نوامبر ۱۹۸۲) بازیگر اهل لهستان است.
از فیلم‌ها یا مجموعه‌های تلویزیونی که وی در آن‌ها نقش داشته است، می‌توان به گوش آقای رئیس، طایفه، خودِ زندگی، کارآگاهان جنایی، خانه کشیش، دوران افتخار، در خیابان سپولنی، پرستار کودک، قانون حقیقی و پزشکان اشاره نمود.